# Sentier Scout
Le sentier Scout est un sentier de randonnée de l'île de La Réunion, département d'outre-mer français dans le sud-ouest de l'océan Indien. Il traverse, dans les Hauts de ce territoire, le cirque naturel de Mafate, partie du massif du Piton des Neiges. Ce faisant, il permet de rejoindre depuis Salazie quelques villages isolés appelés îlets, en l'occurrence Îlet à Bourse, Îlet à Malheur et Aurère.